# Campeonato Italiano de Futebol de 1909–10 – Primeira Divisão
A Primeira Divisão do Campeonato Italiano de Futebol de 1909–10, também conhecida oficialmente como Prima Categoria de 1909–10, foi a 13.ª edição da principal divisão do Campeonato Italiano de Futebol (a 7.ª como Prima Categoria).
A competição foi organizada pela Federazione Italiana Giuoco Calcio — FIGC (em português:  Federação Italiana de Futebol) e disputada entre 7 de novembro de 1909 e 29 de maio de 1910.
O título de campeão ficou com a Internazionale, fundados apenas dois anos antes, seu primeiro título, que derrotou o atual campeão Pro Vercelli por 10–3 no jogo de desempate pelo título.

## Premiação
| Campeonato Italiano de Futebol de 1909–10 Primeira Divisão |
| ---------------------------------------------------------- |
| Football Club Internazionale Milano Campeão (1.º título)   |